# Ernst Klett starší
Ernst Klett starší (6. února 1863 Stuttgart – 8. února 1947 Stuttgart) byl německý obchodník, vydavatel a podnikatel. Roku 1897 založil nakladatelství Ernst Klett Verlag ve Stuttgartu.
Ernst Klett pracoval zprvu jako účetní u německé agrochemické firmy BASF. V roce 1893 se oženil v Londýně s Melitou Rippmann, se kterou měl sedm dětí.
V roce 1897 koupil společně se svým švagrem Juliem Hartmannem stuttgartské nakladatelství Königliche Hofbuchdruckerei zu Guttenberg, fungující od roku 1844. Od založení společnosti je firma rodinným majetkem.
Ernst Klett starší opustil vedoucí funkci v nakladatelství, potom co ho nahradili jeho synové Fritz Klett (1896–1951) roku 1921 a Ernst Klett mladší (1911–1998) v roce 1936.